# Мольтразіо
Мольтразіо (італ. Moltrasio) — муніципалітет в Італії, у регіоні Ломбардія, провінція Комо.
Мольтразіо розташоване на відстані близько 520 км на північний захід від Рима, 50 км на північ від Мілана, 6 км на північ від Комо.
Населення — 1612 осіб (2014).
Щорічний фестиваль відбувається 11 листопада. Покровитель — святий Мартин.

## Демографія
Населення за роками:

Станом на 1 січня 2023 року в муніципалітеті офіційно проживало 135 іноземців з 37 країн, серед них 46 громадян країн Євросоюзу та 15 громадян України.

## Сусідні муніципалітети
- Блевіо
- Бруцелла
- Канеджо
- Карате-Уріо
- Черноббіо
- Скіньяно
- Торно